# Ober (carte à jouer)
Pour les articles homonymes, voir Ober.

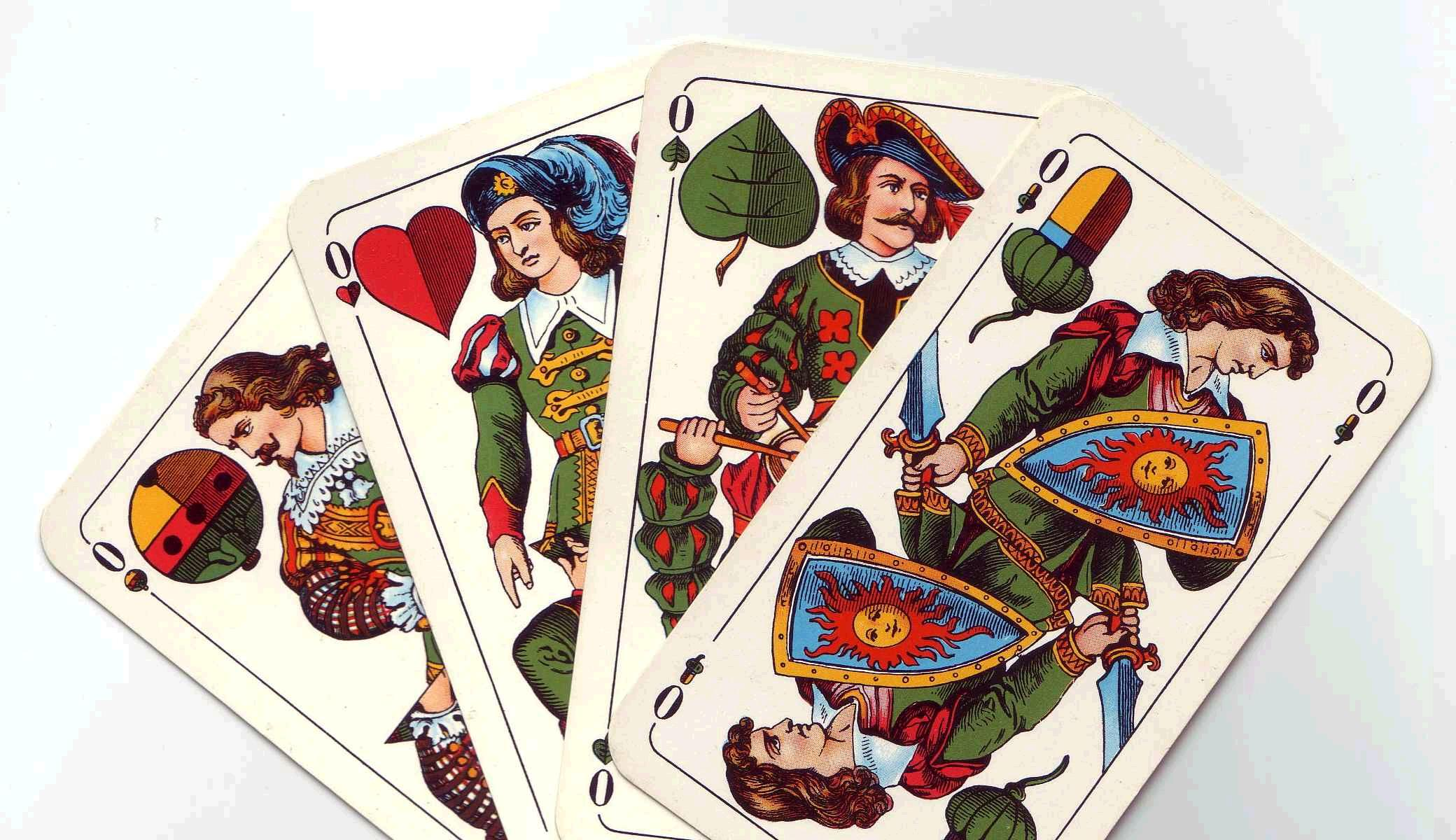
Les quatre Ober d'un jeu de cartes allemand.

L'Ober est une carte à jouer de certaines variétés de jeux de cartes allemands.

## Caractéristiques
L'Ober (littéralement « supérieur ») est une carte des jeux aux enseignes allemandes (cœur, feuille, gland, grelot), correspondant à la dame dans les jeux aux enseignes françaises (cœur, carreau, trèfle, pique). Une figure, il précède le roi et succède à l'Unter. En Autriche, l'Ober est également appelé Manderl (« petit homme »).
Les Ober sont en général représenté par des nobles ou des officiers ; dans le Wurtemberg, ils sont représentés à cheval. Cela peut être attribué à leur origine dans le tarot espagnol, qui comprend des cavaliers entre les valets et les dames. Tandis que le portrait français a abandonné le cavalier, le portrait allemand a abandonné la dame.
Les Ober sont utilisés par exemple pour le Skat, le Maumau (version allemande du 8 américain), le tarot bavarois (de) et le Schafkopf (de). Le Gaigel (de) et le Doppelkopf font usage de huit Ober. Dans le Schafkopf, les Ober sont les plus forts atouts  ; dans le Doppelkopf, ils sont également les plus forts atouts après le dix de cœur.